# Stacy Dragila
Stacy Renée Mikaelsen (née:Dragila; Auburn, 25 de março de 1971) é uma ex-atleta norte-americana, ex-recordista mundial, campeã mundial e campeã olímpica do salto com vara.
Antiga heptatleta, Dragila virou-se para o salto com vara sob a orientação de Dave Nielsen, seu técnico na Universidade do Estado de Idaho, onde estudou. Em 1996, inicia o seu percurso de vitórias nos campeonatos norte-americanos, tanto indoor como ao ar livre. No ano seguinte, torna-se a primeira mulher a vencer o Campeonato Mundial de Atletismo em Pista Coberta, transpondo 4.40 m que, na época, constituiu um novo recorde mundial. É também a primeira mulher a vencer a prova de salto com vara nos Campeonatos Mundiais de Atletismo, na edição de 1999, fazendo 4.60 m, marca que igualava o recorde mundial da australiana Emma George.
No ano seguinte eleva a melhor marca mundial de sempre, em pista coberta, para 4.62 m. Na temporada estival, vence os trials norte-americanos conseguindo assim a presença no primeiro concurso de salto com vara na história dos jogos olímpicos. Deste modo, nos Jogos Olímpicos de Sydney, torna-se na primeira campeã olímpica da modalidade, ao transpor a fasquia de 4.60 m, próxima do recorde mundial de 4.63 m que havia estabelecido dois meses antes.
Em 2001, continua a contribuir para a progressão do recorde mundial, ao fazer 4.70 m em pista coberta e atingindo os 4.81 m ao ar livre. No mesmo ano, repete a vitória nos Campeonatos Mundiais realizados em Edmonton no Canadá, com um salto de 4.75 m. Na edição seguinte, em Paris 2003, Dragila não consegue melhor do que a quarta posição, em igualdade com Monika Pyrek e atrás de Svetlana Feofanova, Annika Becker e Yelena Isinbayeva. Esta competição marcaria o início do fim do reinado de Dragila no salto com vara feminino, a nível mundial. No entanto, em 2004, ainda conseguiria bater mais uma vez o recorde mundial numa prova realizada em Ostrava, ultrapassando a fasquia de 4.83 m. Este seu último recorde só duraria dezanove dias, até ser batido pela russa Isinbayeva.
Ainda viria a participar nas edições dos Campeonatos Mundiais de 2005 e de 2009 (neste último já com 38 anos de idade), não conseguindo passar das qualificações em ambos os casos.
Dragila casou-se com o lançador de disco norte-americano Ian Waltz e teve uma filha, de nome Allyx, em 2010.